# Pelliaceae
Pelliaceae là một họ rêu trong bộ Metzgeriales.